# Толкин-туризм
Толкин-туризм — феномен в области туризма: организованные поездки поклонников вселенной книги и кинотрилогии «Властелин колец» по местам, связанным с событиями произведения. Толкин-туризм стал частью индустрии развлечений Новой Зеландии после съёмок кинотрилогии Питера Джексона.

## Происхождение
Три фильма («Властелин колец: Братство кольца», «Властелин колец: Две крепости» и «Властелин колец: Возвращение короля») по произведению Дж. Р. Р. Толкина снимались в различных областях Новой Зеландии; многие декорации съёмок были сохранены и стали частью индустрии туризма. Толкин-туризм вносит значительный вклад в экономику страны, где туризм является самой прибыльной отраслью.

## Места Толкин-туризма в Новой Зеландии
Программы Толкин-туризма сосредоточены на местах, где проходили съёмки фильмов, например, одно из мест — гора Олимпус в Национальном парке Кахуранги, где снималась первая часть трилогии, и березовый лес возле Куинстауна, ставший Лотлориэном — домом эльфов Средиземья.
Корпорация «Film NZ» организует множество экскурсий по новозеландскому Средиземью; туристы могут сами найти те или иные места при помощи бесплатной «карты Средиземья». В настоящее время ведутся переговоры с Питером Джексоном и «New Line Cinema» о создании музея «Властелина Колец», где будут выставлено около 40 000 экспонатов, в том числе костюмы и реквизит из фильмов.

### Экономический эффект
Ежегодный приток туристов в Новую Зеландию увеличился с 1,7 миллиона в 2000 году до 2,4 миллиона в 2006 году — на 40 %, что в значительной степени является заслугой феномена «Властелина колец». По словам Брюса Лахуда, регионального руководителя отдела туризма США и Канады в Новой Зеландии, «„Властелин колец“ стал лучшей бесплатной рекламой Новой Зеландии».